# Dortmunder Eisenbahn
Die Dortmunder Eisenbahn GmbH (DE) ist eine private Eisenbahngesellschaft aus Dortmund. Die Dortmunder Eisenbahn GmbH ist ein gemeinsames Tochterunternehmen der Dortmunder Hafen GmbH und der Captrain Deutschland GmbH.
Die Dortmunder Eisenbahn verfügt über ein öffentliches Streckennetz von 50 Kilometern Gleislänge und verbindet die ehemaligen Dortmunder Stahlstandorte der ThyssenKrupp Stahl AG Dortmunder Union, Westfalenhütte, Phoenix und den Dortmunder Hafen. Darüber hinaus verfügt die Bahngesellschaft über mehr als 100 Kilometer nicht-öffentliche Eisenbahninfrastruktur, vor allem in den Werken von ThyssenKrupp.

## Geschichte

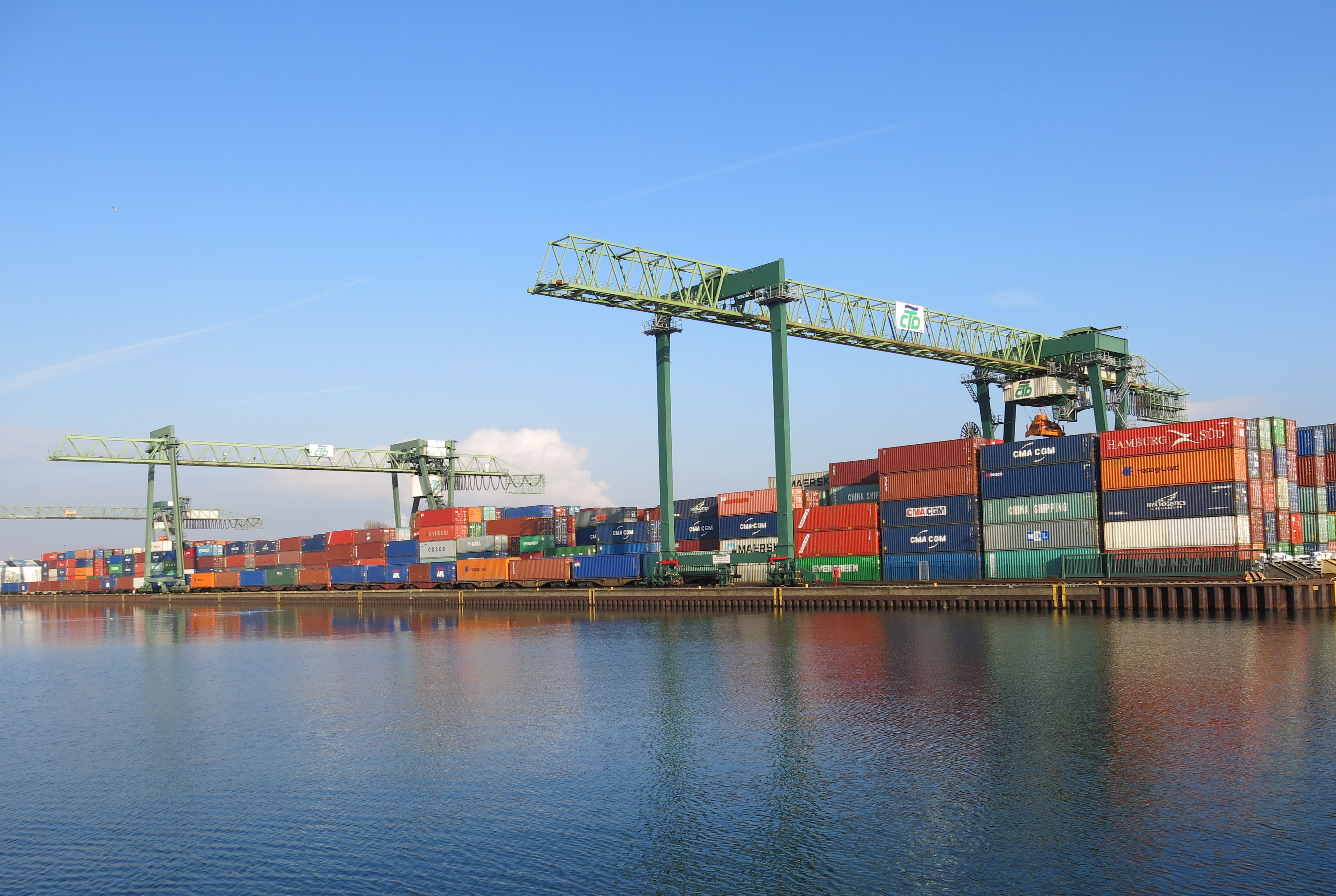
Containerterminal Dortmund

Die Ursprünge der Dortmunder Eisenbahn liegen in der Einweihung des Dortmunder Hafens. Mit der Inbetriebnahme des Hafens im Jahre 1899 wurde sie zunächst als reine Hafenbahn gegründet.  Am 1. Juli 1907 wurde zudem die Dortmunder Kleinbahn gegründet. Neben dem Fahrbetrieb im Dortmunder Hafen übernahm die Dortmunder Eisenbahn schon früh Transportdienstleistungen für die Dortmunder Montanindustrie, insbesondere die Hoesch AG (siehe hierzu auch: Hansabahn Dortmund HHW 6141). Am 1. Januar 1980 fusionierte die DE mit der Hoesch-Werksbahn, wodurch die beförderte Gütermenge von 15,5 auf 46 Millionen Tonnen jährlich anstieg. Zu diesem Zeitpunkt befanden sich 82 Loks, 1810 Güterwagen und ein Streckennetz von 238 Kilometern im Besitz der DE. Mit dem danach erfolgten Niedergang der Stahlindustrie schrumpfte der Fuhrpark und das Netz wieder deutlich. Mit der Inbetriebnahme des Containerterminals Dortmund, dem 2016 ein zweites in Dortmund Nord folgte, zeigt sich der Strukturwandel auch im Güterverkehr der DE.

## Gesellschafter
Seit dem 6. Dezember 1972 agierte die Bahngesellschaft unter der Bezeichnung Dortmunder Eisenbahn GmbH als öffentliches Eisenbahnverkehrsunternehmen (EVU) im Besitz der Dortmunder Stadtwerke und der Dortmunder Hafen AG. Am 1. Juli 2004 stieg die ThyssenKrupp AG als Aktionär bei der Dortmunder Eisenbahn aus und die Connex Gruppe (später umbenannt in Veolia Verkehr und heute Transdev GmbH) wurde Hauptanteilseigner. Zu diesem Zeitpunkt erfolgte auch die Aufspaltung des Unternehmens in ein EVU (DE Transport GmbH) und ein Eisenbahninfrastrukturunternehmen (DE Infrastruktur GmbH). Seit 9. Februar 2006 trägt das EVU den heutigen Namen Dortmunder Eisenbahn GmbH. Veolia verkaufte den gesamten Bereich Güterverkehr 2009 an die Güterverkehrssparte der SNCF, die die deutsche Tochter unter dem Namen Captrain Deutschland führt.
Das EVU Dortmunder Eisenbahn GmbH ist zu 65 Prozent im Besitz der Captrain Deutschland GmbH und 35 Prozent der Anteile hält die Dortmunder Hafen AG. Die DE Infrastruktur GmbH gehört zu 81 Prozent der Dortmunder Hafen AG und zu 19 Prozent der Captrain Deutschland GmbH.

## Infrastruktur
Das Netz der Dortmunder Eisenbahn erstreckt sich in den Städten Dortmund und Bochum. In Dortmund ist Dortmund-Obereving der Übergabebahnhof zum Streckennetz der DB Netz. Folgende Anschlusspunkte werden überwiegend im Dortmunder Hafengebiet bedient:
- Container Terminal Dortmund
- Hoesch Spundwand und Profil
- Rhenus Hardenberghafen mit Umschlag von Schüttgütern
- Rohstoff Recycling Dortmund
- Deutsche Gasrußwerke
- Interseroh
- ThyssenKrupp Stahl
- ThyssenKrupp Nirosta
- Bochumer Verein für Verkehrstechnik

## Güterverkehr

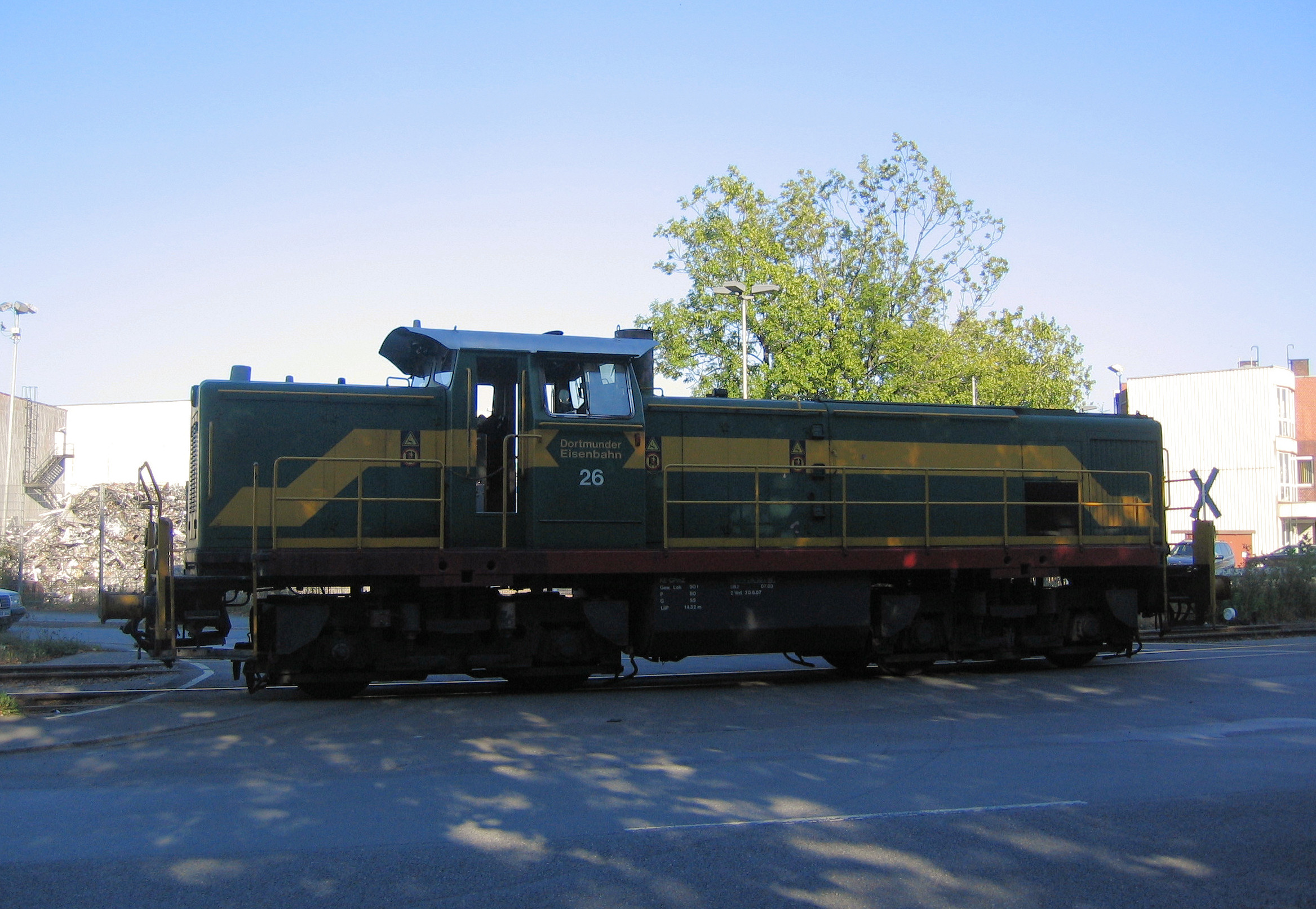
Diesellok der DE im Hafen Dortmund

Die Dortmunder Eisenbahn bedient im externen Verkehr regelmäßig die von Dortmund ausgehenden Strecken und erbringt Leistungen im Raum Mülheim/Ruhr (Werkslogistik) und Gladbeck (Aceton- und Phenoltransporte). Dies sind vor allem folgende Relationen:
- Dortmund – Bremen (WeserPort)
- Dortmund – Wilhelmshaven (JadeWeserPort)
- Dortmund – Rotterdam
- Dortmund – Duisburg
- Dortmund – Emmelsum
- Dortmund – Bochum
- Dortmund – Hagen
- Mülheim – Duisburg
- Bochum – Duisburg
- Duisburg – Millingen

Des Weiteren betreibt sie Hubs in den Bahnhöfen Duisburg-Wedau und Hagen Gbf.
Der DE stehen neben gemieteten Loks 23 eigene Diesellokomotiven und weitere drei Rangierlokomotiven aus dem Captrain-Pool zur Verfügung.